# Amsterdam (Liebe hat total versagt)
Amsterdam (Liebe hat total versagt) ist ein Neue-Deutsche-Welle-Lied des deutschen Popduos Cora aus dem Jahr 1984.

## Entstehung
1984 schrieb das Popduo Cora für die Schlagersängerin Juliane Werding das Lied Amsterdam (Liebe hat total versagt), das sie jedoch ablehnte. Frank Farian produzierte den Song dann zusammen mit Cora. Amsterdam war die erste Singleveröffentlichung, auf der Swetlana für den Gesang verantwortlich war. Der Titel avancierte zum Hit in den Airplaycharts. Die knapp ein Jahr später erschienene englischsprachige Version des Liedes erreichte die französischen Charts und hielt sich vier Monate lang unter den Top 30. Eine französischsprachige Version des Hits wurde 1986 von Michèle Torr aufgenommen und als Single in Frankreich veröffentlicht. 2008 wurde es vom Schlagersänger Axel Fischer gecovert, die Version platzierte sich in den deutschen Charts auf Platz 38. 2010 gelang Fischer mit der von Cora anlässlich der Fußball-Weltmeisterschaft 2010 umgetexteten Version Traum von Afrika erneut eine Chartplatzierung auf Platz 38. Im Oktober 1984 als Singleauskopplung erschienen, war auf der B-Seite Coras Titel Will einen der auf mich steht enthalten.

## Rezeption

### Charts und Chartplatzierungen
| ChartsChartplatzierungen | Höchstplatzierung | Wochen |
| ------------------------ | ----------------- | ------ |
| Deutschland (GfK)        | 38 (31 Wo.)       | 31     |

| ChartsChartplatzierungen | Höchstplatzierung | Wochen |
| ------------------------ | ----------------- | ------ |
| Deutschland (GfK)        | 38 (5 Wo.)        | 5      |

### Auszeichnungen für Musikverkäufe
Axel Fischer feat. Cora – Amsterdam

| Land/Region        | Auszeichnungen für Musikverkäufe (Land/Region, Auszeichnung, Verkäufe) | Verkäufe |
| ------------------ | ---------------------------------------------------------------------- | -------- |
| Deutschland (BVMI) | Gold                                                                   | 150.000  |
| Insgesamt          | 1× Gold ·                                                              | 150.000  |